# Ivan Foschi
Ivan Foschi (Città di San Marino, 6 febbraio 1973) è un politico sammarinese. È stato membro del Consiglio Grande e Generale, prima con Rifondazione Comunista Sammarinese e poi con Sinistra Unita.

## Biografia
È iscritto a Rifondazione Comunista Sammarinese dal 1997 ricoprendone la carica di segretario dall'anno successivo fino al luglio 2006. È stato eletto per la prima volta al Consiglio Grande e Generale nel 2001 e successivamente confermato nelle elezioni politiche del 2006, del 2008 e del 2012 per Sinistra Unita di cui è uno dei fondatori.
Segretario di Stato per la Giustizia, i rapporti con le Giunte di Castello, l'Informazione e la Pace dal 27 luglio 2006 al 3 dicembre 2008, durante il suo mandato ha realizzato una parziale riforma della procedura penale sammarinese nota anche come "Giusto Processo".
È stato membro della delegazione sammarinese presso l'OSCE e membro del Consiglio dei Presidenti di Sinistra Europea fino al marzo 2007.